# Úna Ní Dhonghaíle
Úna Ní Dhonghaíle (* in Dublin) ist eine irische Filmeditorin.

## Leben und Karriere
Úna Ní Dhonghaíle stammt aus Dublin. Sie studierte Film and Media Studies am Dublin Institute of Technology und danach von 1995 bis 1998 Film Editing an der britischen National Film and Television School.
Ab 1997 schnitt sie erste Kurz- und Dokumentarfilme, darunter den 1999 beim Festival von Cannes im Cinéfondation-Wettbewerb ausgezeichneten Kurzfilm Second Hand. 2008 schnitt Ní Dhonghaíle Hettie MacDonalds Filmdrama White Girl, der ihr ihre erste Nominierung für einen BAFTA Film Award einbrachte. Es folgten Arbeiten für Filme wie Veronika beschließt zu sterben und an Serien wie Kommissar Wallander, Ripper Street, The Missing und The Crown. Seit All Is True arbeitet Ní Dhonghaíle regelmäßig mit Regisseur Kenneth Branagh zusammen.
Sie ist Mitglied der Irish Film and Television Academy (IFTA), der British Film Editors (BFE) und der American Cinema Editors (ACE). Im Jahr 2022 wurde sie in die Academy of Motion Picture Arts and Sciences (AMPAS) berufen, die alljährlich die Oscars vergibt.
2009 wurde ihr Kind geboren. Sie lebt in Dublin.

## Filmografie (Auswahl)
- 1997: The Lodge (Kurzfilm)
- 1999: Stigma (Kurzfilm)
- 1999: Second Hand (Kurzfilm)
- 1999: Ferkel (Kurzfilm)
- 2004: Frank Ned & Busy Lizzie (Dokumentarfilm)
- 2005: La apertura (Kurzfilm)
- 2006: Fairy Wife: The Burning of Bridget Cleary (Dokumentarfilm)
- 2007: Fairytale of Kathmandu (Dokumentarfilm)
- 2008: White Girl (Fernsehfilm)
- 2008: The Fixer (Fernsehserie, 2 Episoden)
- 2009: Veronika beschließt zu sterben (Veronika Decides to Die)
- 2010: The Silence (Miniserie, 2 Episoden)
- 2010: Ashes (Kurzfilm)
- 2010: Rückkehr ins Haus am Eaton Place (Upstairs Downstairs, Fernsehserie, 2 Episoden)
- 2010–2015: Kommissar Wallander (Wallander, Fernsehserie, 3 Episoden)
- 2011: Doctor Who (Fernsehserie, 1 Episode)
- 2011: King Kennedy (Dokumentarfilm)
- 2012: Vera – Ein ganz spezieller Fall (Vera, Fernsehserie, 1 Episode)
- 2012–2013: Ripper Street (Fernsehserie, 6 Episoden)
- 2013: Ice Cream Girls (Miniserie, 3 Episoden)
- 2013: The Tunnel – Mord kennt keine Grenzen (The Tunnel, Fernsehserie, 2 Episoden)
- 2014: Der Pathologe – Mörderisches Dublin (Quirke, Fernsehserie, 1 Episode)
- 2014: The Invisible Man (Dokumentarfilm)
- 2014: The Missing (Fernsehserie, 5 Episoden)
- 2016–2017: The Crown (Fernsehserie, 3 Episoden)
- 2017: Three Girls – Warum glaubt uns niemand? (Three Girls, Miniserie, 3 Episoden)
- 2018: Rosie
- 2018: Stan & Ollie
- 2018: All Is True
- 2018–2019: Les Misérables (Miniserie, 2 Episoden)
- 2020: Die Misswahl – Der Beginn einer Revolution (Misbehaviour)
- 2021: Belfast
- 2022: Tod auf dem Nil (Death on the Nile)
- 2024: Die junge Frau und das Meer (Young Woman and the Sea)
- 2024: Paddington in Peru